# جیمز رابرت شاو
جیمز رابرت شاو (به انگلیسی: James Robert Shaw) (زاده ۱۴ اوت ۱۹۳۴) کارآفرین، بازرگان و مدیر ارشد اجرایی کانادایی است، که در حال حاضر به‌عنوان رییس هیئت مدیره شرکت شاو کامیونیکیشن فعالیت می‌کند. وی در سال ۱۹۶۶ شاو کامیونیکیشن را بنیان نهاد.